# Brandon Schaefer
Brandon Schaefer (* 18. September 1980 in Evanston, Illinois) ist ein US-amerikanischer Pokerspieler. Er gewann 2005 das Main Event der European Poker Tour und 2012 ein Bracelet bei der World Series of Poker.

## Persönliches
Schaefer arbeitet als Hubschrauberpilot bei der United States Army. Er lebt in Seattle.

## Pokerkarriere
Schaefer spielte von Juli 2006 bis August 2010 online unter den Nicknames schaefer (PokerStars), SchaefMyAss (Full Tilt Poker sowie UltimateBet) und SchaeferBeer (partypoker). Dort hat er sich mit Turnierpoker knapp 180.000 US-Dollar erspielt.
Seine erste Geldplatzierung bei einem Live-Turnier erzielte Schaefer Februar 2005 beim Main Event der European Poker Tour (EPT) in Deauville. Dort setzte er sich gegen 244 andere Spieler durch und erhielt eine Siegprämie von 144.000 Euro. Rund einen Monat später erreichte er erneut beim EPT-Main-Event den Finaltisch und beendete das Turnier in Monte-Carlo hinter Rob Hollink auf dem mit 350.000 Euro dotierten zweiten Platz. Im Juni 2006 war der Amerikaner erstmals bei der World Series of Poker (WSOP) im Rio All-Suite Hotel and Casino am Las Vegas Strip erfolgreich und kam zweimal ins Geld. Bei der WSOP 2012 gewann er ein Turnier in der Variante No Limit Hold’em und erhielt dafür ein Bracelet sowie mehr als 300.000 US-Dollar. Anschließend erzielte er erst wieder bei der WSOP 2021 Geldplatzierungen und erreichte dort viermal die bezahlten Plätze.
Insgesamt hat sich Schaefer mit Poker bei Live-Turnieren mehr als eine Million US-Dollar erspielt.